# Amazilia-Kolibris
Die Amazilia-Kolibris (Amazilia) sind eine der größten Kolibrigattungen. Die Gattung kommt in Süd- und Mittelamerika vor. Nur wenige Arten kommen auch außerhalb der tropischen Regionen vor. Ein bekannter Vertreter der Gattung ist die von Mexiko bis Ecuador und Venezuela verbreitete Braunschwanzamazilie (Amazilia tzacatl).
Nach der Überarbeitung der Systematik 2020 wurde die Gattung Amazilia in 4 neue Gattungen aufgesplittetː
Amazilia, Saucerottia, Elliotomyia und Polyerata. Später wurde die Gattung noch weiter aufgespalten und einige ihrer Arten in die neue Gattung Ramosomyia, die wiederbelebten Gattungen Chionomesa und Amazilis sowie in die Gattungen Chlorestes, Chrysuronia und Uranomitra transferiert.

## Arten
Nach Stand 2023 gehören nur noch folgende Arten zur Gattung Amazilia:
- Mangrovenamazilie (Amazilia boucardi)
- Hondurasamazilie (Amazilia luciae)
- Zimtbauchamazilie (Amazilia rutila)
- Braunschwanzamazilie (Amazilia tzacatl)
- Fahlbauchamazilie (Amazilia yucatanensis)

Als Unterart der Rostbauchamazilie wird die Loja-Amazilie (Amazilia amazilia alticola) betrachtet.
In die Gattung Amazilis wurde folgende Art transferiert:
- Rostbauchamazilie (Amazilis amazilia)

In die Gattung Elliotomyia wurden folgende Arten transferiert:
- Grünweißamazilie (Elliotomyia viridicauda)
- Weißbauchamazilie (Elliotomyia chionogaster)

In die Gattung Polyerata wurden folgende Arten transferiert:
- Blaubrustamazilie (Polyerata amabilis)
- Rosenbergamazilie (Polyerata rosenbergi)
- Schmuckamazilie (Polyerata decora)

In die Gattung Saucerottia wurden folgende Arten transferiert:
- Beryllamazilie (Saucerottia beryllina)
- Braunbauchamazilie (Saucerottia castaneiventris)
- Kupferschwanz-Amazilie (Saucerottia cupreicauda)
- Blaukappenamazilie (Saucerottia cyanifrons)
- Blaukopfamazilie (Saucerottia cyanocephala)
- Blauschwanzamazilie (Saucerottia cyanura)
- Edwardamazilie (Saucerottia edward)
- Blausteißamazilie (Saucerottia hoffmanni)
- Kupferbürzelamazilie (Saucerottia tobaci)
- Stahlgrüne Amazilie (Saucerottia saucerottei)
- Grünbauchamazilie (Saucerottia viridigaster)

In die Gattung Chlorestes wurde folgende Art transferiert:
- Bronzekopfamazilie (Chlorestes candida)

In die Gattung Chionomesa wurden folgende Arten transferiert:
- Glitzerkehlamazilie (Chionomesa fimbriata)
- Saphiramazilie (Chionomesa lactea)

In die Gattung Chrysuronia wurden folgende Arten transferiert:
- Kurzschnabelamazilie (Chrysuronia brevirostris)
- Hellbauchamazilie (Chrysuronia leucogaster)
- Glanzamazilie (Chrysuronia versicolor)

Als Unterart der Glanzamazilie wird die Blaugrün-Amazilie (Amazilia versicolor rondoniae) betrachtet.
In die Gattung Ramosomyia wurden folgende Arten transferiert:
- Veilchenscheitelamazilie (Ramosomyia violiceps)
- Grünscheitelamazilie (Ramosomyia viridifrons)
- Zimtflankenamazilie (Ramosomyia wagneri)

In die Gattung Uranomitra wurde folgende Art transferiert:
- Andenamazilie (Uranomitra franciae)

## Etymologie und Forschungsgeschichte
Schon 1827 beschrieben René Primevère Lesson und Prosper Garnot die Rostbauchamazilie unter dem Namen Orthorhynchus  Amazilia. 1832 war es ebenfalls Lesson, der die Rostbauchamazilie unter einer Gruppe mit dem französischen Trivialnamen Les Amizilis (Ornysmia amizilis) stellte. Zuvor erschienen bereits zwei Tafeln und eine Beschreibung durch Lesson. So wäre es George Robert Gray gewesen, der den ersten gültigen Gattungsnamen Amizilis für den Breitschnabelkolibri (Cynanthus latirostris) verwendete. Ornismya amazili ein Name, den Lesson bereits in seiner Publikation von 1832 verwendete, hatte Gray fälschlicherweise als Synonym für den Breitschnabelkolibri betrachtet. Da Cynanthus bereits 1827 von William Swainson eingeführt war, hat Swainsons Gattungsname Präferenz. Amizilis wird heute als Synonym zu Cynanthus betrachtet. Im Jahr 1843 führte René Primevère Lesson dann den neuen Gattungsnamen Amazilia für den Goldmaskenkolibri (Augastes lumachella), den Streifenschwanzkolibri (Eupherusa eximia), die Zimtbauchamazilie (Amazilia rutila, Syn.: Ornysmia cinnamomea), den Blaukehl-Sternkolibri (Tilmatura dupontii, Syn.: Ornymia rufula) und die Longuemare-Sonnennymphe (Heliangelus clarisse) ein. Die Rostbauchamazilie (Amazilis amazilia) erwähnte er nicht. Erst 1918 gelang es Witmer Stone die verwirrende Lage nach den Internationalen Regeln für die Zoologische Nomenklatur auflösen. Der Gattungsname Amazilia stammt aus einem Roman von Jean-François Marmontel, der in Les Incas, Ou La Destruction De L'empire Du Pérou von einer Inka-Heldin namens Amazili berichtet.